# Crypsis schoenoides
Crypsis schoenoides  es una especie de planta herbácea perteneciente a la familia de las poáceas.   

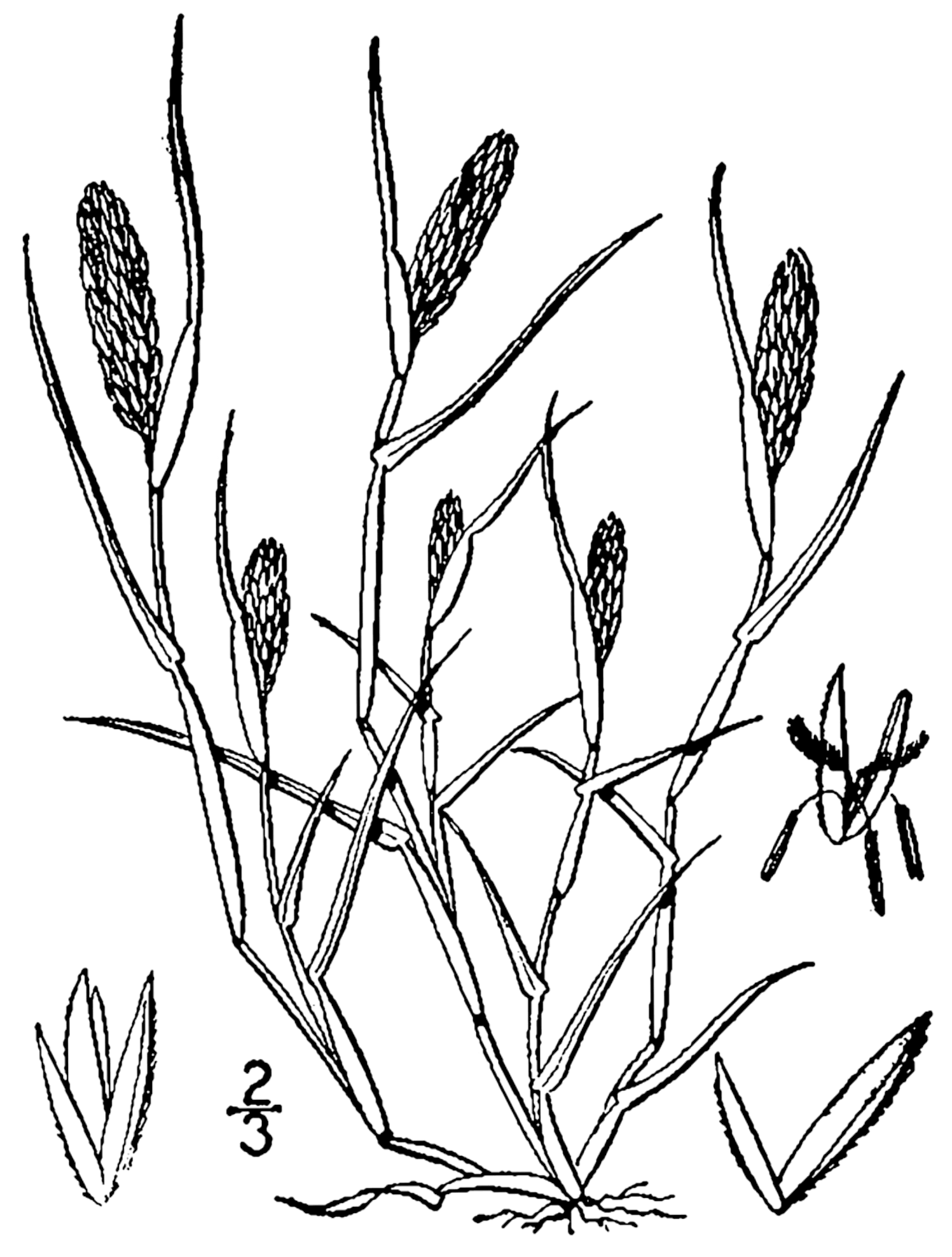
Ilustración

## Descripción
Son plantas anuales que tiene tallos de 3-30 cm de altura, decumbentes, glabros. Las hojas glabras, con lígula de pelos de  1 mm; limbo plano, rígido, pinchudo, estriado en ambas caras. La inflorescencia en forma de panícula de 5-25 x 3-10 mm, ovoidea, con ramas muy cortas, ampliamente cubierta en la base por la vaina de la hoja caulinar superior. Espiguillas de 2,2-3,2 mm. Glumas de 2-2,5 mm, agudas, aquilladas, membranosas. Lema de   2,5 mm, aguda, glabra. Pálea ligeramente más corta que la lema, membranosa. El fruto es una cariopsis. Tiene un número de cromosomas de 2n = 36. Florece de junio a octubre.

## Distribución y hábitat
Se encuentra en los cauces secos, distribuidas por el Sur de Europa, Norte de África, Asia.

## Taxonomía
Crypsis schoenoides fue descrita por (L.) Lam. y publicado en Tableau Encyclopédique et Methodique ... Botanique 1: 166, pl. 42, f. 1. 1791.
Etimología
Crypsis nombre genérico que deriva del griego kryptos = (oculto, encubierto), refiriéndose a la parte de inflorescencia oculta.
schoenoides: epíteto latíno que significa "como el género Schoenus"
Sinonimia
- Heleochloa schoenoides (L.) Host
- Pechea subcylindrica Pourr. ex Kunth
- Phleum schoenoides L.
- Phleum supinum Lam.
- Spartina phleoides (L.) Roth
- Spartina schoenoides (L.) Roth[5][6]